# Single numer jeden w roku 1983 (USA)
Notowanie Billboard Hot 100 przedstawia najlepiej sprzedające się single w Stanach Zjednoczonych. Publikowane jest ono przez magazyn Billboard, a dane kompletowane są przez Nielsen SoundScan w oparciu o cotygodniowe wyniki sprzedaży cyfrowej oraz fizycznej singli, a także częstotliwość emitowania piosenek na antenach stacji radiowych.
| Data publikacji | Piosenka                          | Artysta                            |
| --------------- | --------------------------------- | ---------------------------------- |
| 1 stycznia      | "Maneater"                        | Daryl Hall and John Oates          |
| 8 stycznia      | "Maneater"                        | Daryl Hall and John Oates          |
| 15 stycznia     | "Down Under"                      | Men at Work                        |
| 22 stycznia     | "Down Under"                      | Men at Work                        |
| 29 stycznia     | "Down Under"                      | Men at Work                        |
| 5 lutego        | "Africa"                          | Toto                               |
| 12 lutego       | "Down Under"                      | Men at Work                        |
| 19 lutego       | "Baby, Come to Me"                | Patti Austin and James Ingram      |
| 26 lutego       | "Baby, Come to Me"                | Patti Austin and James Ingram      |
| 5 marca         | "Billie Jean"                     | Michael Jackson                    |
| 12 marca        | "Billie Jean"                     | Michael Jackson                    |
| 19 marca        | "Billie Jean"                     | Michael Jackson                    |
| 26 marca        | "Billie Jean"                     | Michael Jackson                    |
| 2 kwietnia      | "Billie Jean"                     | Michael Jackson                    |
| 9 kwietnia      | "Billie Jean"                     | Michael Jackson                    |
| 16 kwietnia     | "Billie Jean"                     | Michael Jackson                    |
| 23 kwietnia     | "Come on Eileen"                  | Dexys Midnight Runners             |
| 30 kwietnia     | "Beat It"                         | Michael Jackson                    |
| 7 maja          | "Beat It"                         | Michael Jackson                    |
| 14 maja         | "Beat It"                         | Michael Jackson                    |
| 21 maja         | "Let's Dance"                     | David Bowie                        |
| 28 maja         | "Flashdance... What a Feeling"    | Irene Cara                         |
| 4 czerwca       | "Flashdance... What a Feeling"    | Irene Cara                         |
| 11 czerwca      | "Flashdance... What a Feeling"    | Irene Cara                         |
| 18 czerwca      | "Flashdance... What a Feeling"    | Irene Cara                         |
| 25 czerwca      | "Flashdance... What a Feeling"    | Irene Cara                         |
| 2 lipca         | "Flashdance... What a Feeling"    | Irene Cara                         |
| 9 lipca         | "Every Breath You Take"           | The Police                         |
| 16 lipca        | "Every Breath You Take"           | The Police                         |
| 23 lipca        | "Every Breath You Take"           | The Police                         |
| 30 lipca        | "Every Breath You Take"           | The Police                         |
| 6 sierpnia      | "Every Breath You Take"           | The Police                         |
| 13 sierpnia     | "Every Breath You Take"           | The Police                         |
| 20 sierpnia     | "Every Breath You Take"           | The Police                         |
| 27 sierpnia     | "Every Breath You Take"           | The Police                         |
| 3 września      | "Sweet Dreams (Are Made of This)" | Eurythmics                         |
| 10 września     | "Maniac"                          | Michael Sembello                   |
| 17 września     | "Maniac"                          | Michael Sembello                   |
| 24 września     | "Tell Her About It"               | Billy Joel                         |
| 1 października  | "Total Eclipse of the Heart"      | Bonnie Tyler                       |
| 8 października  | "Total Eclipse of the Heart"      | Bonnie Tyler                       |
| 15 października | "Total Eclipse of the Heart"      | Bonnie Tyler                       |
| 22 października | "Total Eclipse of the Heart"      | Bonnie Tyler                       |
| 29 października | "Islands in the Stream"           | Kenny Rogers with Dolly Parton     |
| 5 listopada     | "Islands in the Stream"           | Kenny Rogers with Dolly Parton     |
| 12 listopada    | "All Night Long (All Night)"      | Lionel Richie                      |
| 19 listopada    | "All Night Long (All Night)"      | Lionel Richie                      |
| 26 listopada    | "All Night Long (All Night)"      | Lionel Richie                      |
| 3 grudnia       | "All Night Long (All Night)"      | Lionel Richie                      |
| 10 grudnia      | "Say Say Say"                     | Paul McCartney and Michael Jackson |
| 17 grudnia      | "Say Say Say"                     | Paul McCartney and Michael Jackson |
| 24 grudnia      | "Say Say Say"                     | Paul McCartney and Michael Jackson |
| 31 grudnia      | "Say Say Say"                     | Paul McCartney and Michael Jackson |